# Osborne Executive
El Osborne Executive fue el sucesor del comercialmente muy exitoso Osborne 1, ordenador portáble de la empresa Osborne Computer Corporation. El Executive disponía de las mejores características del Osborne 1 con algunos de sus defectos solucionados. El Executive tuvo una vida muy corta, se lanzó con retraso y la empresa Osborne quebró al poco de su lanzamiento.
El Osborne Executive, como el Osborne 1, incluía un paquete de software de aplicación. El procesador de textos WordStar, la hoja de cálculo SuperCalc, y los lenguajes de programación CBASIC y MBASIC —estos paquetes de software eran las aplicaciones más vendidas en sus nichos respectivos en esa época— con un valor minorista de más de 2.495 Dólares USA.
Las unidades de disco y el monitor de 7 pulgadas CRT de fósforo amarillo eran cubiertos por el teclado cuándo se ubicaba la tapa encima para el transporte. Igual que el Osborne 1, el Executive se podría mantener con el teclado en un ángulo de visionado adecuado. A diferencia del Osborne 1, el Executive incluía un ventilador de refrigeración junto a un pequeño filtro de aire.

## Software
El sistema operativo era CP/M versión 3.0.  Un listado completo de la ROM BIOS estaba disponible en el manual técnico de Osborne. A diferencia de la versión 2.2, esta edición de CP/M soportado intercambio de bancos de memoria, lo que permitía a los programas compatibles utilizar más RAM. También incluía un Sistema Operativo alternativo, el UCSD P-system.
| Nombre de programa | Versión | Publicado por               | Tipo de programa     | Fecha | Número de parte | Número de Discos | Cuadro |
| ------------------ | ------- | --------------------------- | -------------------- | ----- | --------------- | ---------------- | ------ |
| Desolación         |         | B.C Software Barry Campbell | Juego                | 1984  |                 | 1                |        |
| Wordstar           | 3.3     |                             | Procesador de textos |       |                 |                  |        |
| Supercalc          | 1.12    |                             | Hoja de cálculo      |       |                 |                  |        |
| Personal Pearl     |         |                             | Base de datos        |       |                 |                  |        |

### Compatibilidad
El CP/M BIOS del Executive automáticamente podría detectar y utilizar discos de simple cara formateados en los siguientes sistemas:
- Osborne 1
- PC de IBM ejecutando CP/M 86
- DEC VT 180
- Xerox 820
- Commodore 128

Muchos sistemas CP/M de la época no podría leer disquetes formateados para cualquier otra marca (a veces ni para otros modelos de la  misma marca) sin utilizar software de intercambio de datos de propósito especial de terceras partes. Esta característica incluida le proporcionaba una elevada flexibilidad para el intercambio de datos con otros sistemas.
El Executive también podría emular ciertos modelos de terminal de ordenador (lo que era muy útil para acceder a sistemas remotos por vía telefónica):
- VT100
- ADM-3A
- Hazeltine, de Hazeltine Corporation
- Hewlett-Packard

## Uso
El Osborne Executive era muy útil para presentaciones y proyectos en los clientes. A diferencia de las presentaciones estáticas, el ordenador portáble podría proporcionar en el momento respuesta a cualquier pregunta trabajando en consultoría en clientes.Esto sentó las bases para el tipo de presentaciones de ROI o TCO de 'muéstrame el dinero' que son comunes en la actualidad.
Algunos Executive tuvieron ROM por encargo, con una nueva imagen al arrancar, y también se grabaron placas de identificación en la carcasa..
Comparado con el Osborne 1, el Executive se produjo solo en cantidad muy limitada antes de que la compañía entrata en bancarrota. Los problemas financieros de la empresa Osborne se agravaron por los primeros anuncios del Executive, cortado las ventas del Osborne 1 en espera del nuevo modelo, que salió tarde cuando el IBM PC estaba ya dominando el mercado .  Se ha llamado Efecto Osborne al garrafal error de anunciar con demasiada antelación nuevos productos por empresas que comercian productos de alta tecnología.
La empresa había anunciado aun así otro sucesor, el Osborne Vixen, que realmente nunca fue desarrollado, a cambio tras recuperarse de la bancarrota lanzaron en 1985 una versión mejorada del Executive también denominada Vixen, de la que se llegó a fbricar alguna unidad que no llegaron al mercado. También se anunció un Osborne Executive II, utilizando un procesador 8088, ejecutando MS-DOS y compatible con el PC de IBM , pero nunca se produjo.

## Hardware

### Características
- Dos unidades de discos flexibles de 5¼ media altura, simple cara doble densidad de 40 pista, con 160 Kb de capacidad  (Shugart Associates estándar a diferencia del Osborne 1)
- CPU Z80A a 4 MHz
- 124 Kb de memoria principal
- Teclado separable de la carcasa que servía de tapa una vez plegado.
- Monitor integrado monocromo de fósforo ámbar CRT de 7 pulgadas, con 80 carácter × 24 líneas de visualización.
- Puerto IEEE-488 configurable como puerto paralelo de impresoraoras
- Conector para monitor de vídeo compuesto externo
- Hueco para almacenamiento de hasta 8 discos de 5 pulgadas

El Osborne Executive era alimentado a través de un enchufe de pared, sin disponer de batería interna, a pesar de que se ofrecía una batería externa de 1 hora de duración por una empresa externa.

### Medidas
- Ancho: 20.5 pulgadas (52 cm )
- Altura: 9 pulgadas (23 cm)
- Profundidad: 13 pulgadas (33 cm)
- Peso: 28 libras (13 kg)[5]

### Upgrades y mejoras
A pesar de disponer de unidades de dimple cara, la placa base  estaba preparada para utilizar discos de doble cara, proporcionando la señal SIDE al controlador del disco a través del conector, pero no era usado por el chip del controlador de disco flexible FD1793 de Western Digital.
Un kit de actualización a unidades de 360K de doble cara doble densidad fue brevemente ofertada por la empresa Future Systems, consistente en dos nuevas unidades DSDD, un reemplazo del controlador de disco FD1797, una actualziación de la ROM (1.3), y la actualziación del CP/M BIOS (1.4), además de utilidades para proporcionar compatibilidad hacia at´ras las los discos SSSD/SSDD discos, así como el nuevo formato utilizado por el Osborne Vixen.
Un disco duro de 11 megabyte se pudo en el mercado por la empresa Gard Micro Systems, la instalación requiria la extracción de una unidad de disquettes para acomodar el nuevo disco, una nueva tarjeta de expansión y un ventilador más potente .
La placa base también proporciona un conector (P12) que daba acceso a la CPU, la RAM y la memoria de vídeo, usando DMA para futuras ampliaciones internas usando una placa de expansión.